# Ischasia indica
Ischasia indica är en skalbaggsart som beskrevs av Giesbert 1991. Ischasia indica ingår i släktet Ischasia och familjen långhorningar.
Artens utbredningsområde är Costa Rica. Inga underarter finns listade i Catalogue of Life.